# Bonalambo
Bonalambo est un village du département du Nkam au Cameroun. Situé dans l'arrondissement de Yabassi, il est localisé sur la route qui relie Yabassi à Nkondjock à Nono. Situé à 25 km de Yabassi, on y accède également par la rive droite du fleuve Wouri. 

## Population et environnement
En 1967, le village de Bonalambo avait 58 habitants. Le village fait partie du canton des Wouri Bossoua. La population de Bonalambo était de 20 habitants dont 9 hommes et 11 femmes, lors du recensement de 2005. 